# فاسيليس إيوانيديس
فاسيليس إيوانيديس (باليونانية: Βασίλης Ιωαννίδης)‏ هو لاعب كرة قدم يوناني في مركز الدفاع، ولد في 1967 في دراما في اليونان. شارك مع منتخب اليونان لكرة القدم. أما مع النوادي، فقد لعب مع نادي أولمبياكوس ونادي بانيونيوس.

## وصلات خارجية
- فاسيليس إيوانيديس على موقع قاعدة بيانات كرة القدم.إي يو (الإنجليزية)
- فاسيليس إيوانيديس على موقع ناشيونال فوتبول تيمز (الإنجليزية)